# Ледяной покров
Ледяно́й покро́в — лёд, образовавшийся на поверхности воды вследствие сильного понижения среднесуточной температуры воздуха вблизи водоёма, в результате теплопередачи воды в водоёме.
Процесс образования льда на поверхности воды называется оледенением, а его плавление — оттаиванием. Оттаивание на водоёмах начинается с раскалывания льда, которое сопровождается треском.
В разных частях Земли ледяной покров образуется и тает в разное время.
В полярных районах  Северного Ледовитого океана лёд лежит круглый год и достигает средней толщины, примерно в два раза превышающей высоту нью-йоркских небоскрёбов. Южнее лёд несколько тоньше, при этом он бывает расколотым и дрейфует.
Вблизи берега ситуация различная. В Европейской части лёд в летнее время тает под действием тёплого течения Гольфстрим. Относительно холодным является Баренцево море. Не теплее и у берегов Северной Америки. Намного холоднее вода в восточной части Северного Ледовитого океана. Карское море, в частности, называют ледяным мешком (или ледяным погребом).
Оледенения также наблюдаются на крайнем юге Южной Америки и в Южном океане. Много шельфовых ледников и у берегов Антарктиды, крупнейшими из них являются плавучие ледники Росса, Ронне, Фильхнера, Беллинсгаузена.
В пресных водоёмах вода замерзает раньше, а таяние начинается позже, так как плотность пресной воды ρ = 1000 кг/м³, а плотность солёной воды ρ = 1030 кг/м³.
В начале холодного времени года (когда толщина молодого льда ещё недостаточна) и в начале тёплого времени года (с началом таяния) находиться на льду опасно: покров может треснуть под действием веса человека.
В холодное время года некоторые люди с помощью специальных приспособлений делают отверстия во льду для следующих целей:
- для иордани[1] на праздник Крещения (19 января по юлианскому календарю) — в тех странах с холодным климатом, где преобладающей конфессией является православие;
- для обеспечения доступа воздуха, насыщения воды кислородом и для предотвращения таким образом заморов рыбы;
- для зимней рыбной ловли;
- для погружения в воду в каких-либо серьёзных, например научных, целях или для активного отдыха.

## Безопасная толщина льда
Ограничения безопасности по толщине льда:
- для одного пешехода — не менее 7 см, для группы пешеходов — не менее 15 см, при этом дистанция между пешеходами должна быть не менее 5 м;
- для одного конькобежца — 12 см; для группы конькобежцев — не менее 25 см;
- для автомобильного транспорта: 
  - для вездехода или снегохода — 18—25 см;
  - для легкового автомобиля — более 30 см;
  - для грузового автомобиля массой до 15 т — не менее 35—43 см.

## Формулы расчёта толщины льда
Для расчёта толщины льда применяются следующие формулы:
{\displaystyle h_{l}=2{\sqrt {\sum \mid -T\mid }}},
где {\displaystyle T} — средняя суточная температура воздуха;
{\displaystyle h_{l}=11{\sqrt {\sum \mid -T\mid }}},
где {\displaystyle T} — средняя месячная температура воздуха.